# Nothris
Nothris là một chi bướm đêm thuộc họ Gelechiidae.